# Medaeus
Medaeus is een geslacht van kreeftachtigen uit de klasse van de Malacostraca (hogere kreeftachtigen).

## Soorten
- Medaeus aztec Davie, 1997
- Medaeus danielita Mendoza & Ng, 2010
- Medaeus elegans A. Milne-Edwards, 1867
- Medaeus grandis Davie, 1993
- Medaeus ornatus Dana, 1852